# Gecko Pro Tour
De Gecko Pro Tour is een organisatie die in de wintermaanden in Zuid-Spanje golftoernooien organiseert.
Het schema bestaat uit 10 toernooien in oktober, november en december en 11 toernooien in januari, februari en maart. Het kost € 250 om lid te worden, Voor de beste twee spelers worden de kosten van de volgende Tourschool vergoed.
De toernooien bestaan uit twee rondes van 18 holes. Aan het einde van het seizoen wordt het Tour Championship gespeeld. Deelnemers zijn de top-30 van de Order of Merit, mits zij minstens acht toernooien hebben gespeeld. De winnaar van de Order of Merit mag het volgende jaar op de Alps Tour spelen.

## Order of Merit
- 2011-2012:  Gabriel Cañizares
- 2012-2013:  Raul Quiros